# 马力欧和瓦力欧
《马里奥和瓦里奥》是一款由田尻智设计、GAME FREAK公司于1993年制作的横向卷轴类益智游戏。游戏于1993年8月27日在日本地区超级任天堂发行。儘管該作僅在日本發行，但內容完全是英文版。
游戏的主角是马里奥。他的对手在他头上放置了水桶和花瓶。玩家需要指引马里奥通过多个障碍和陷阱而抵达他的兄弟——路易吉。每一关都有时间限制。
Allgame的Jon Thompson给予本游戏5颗星中四颗星。